# Веслонос
Веслоносът (Polyodon spathula) е представител на есетрообразните риби, достигащ дължина 2 m и маса над 70 кг. Родината ѝ е Северна Америка, среща се в река Мисисипи, нейните притоци Охайо, Мисури, Илинойс и други реки, вливащи се в Мексиканския залив. Тя е единственият вид от есетрообразни, която се храни с планктон, в процес на аклиматизация в България.